# Позоришни фестивал ДИДА
Позоришни фестивал ДИДА (свк. Divadelné Inscenácie Dolnozemských Autorov; позоришне инсценације аутора са „Доње земље”) је фестивал словачког аматерског позоришта у Пивницама.

## Историјат
Фестивал је настао 1995. године у склопу манифестације „Дани Јанка Чемана”. Циљ организатора фестивала био је да обнови позоришну делатност у Пивницама, да заинтересује јавност за словачку драмску уметност а уједно и да очува сећање на Јанка Чемана, познатог словачког писца који је родом из Пивница.
Главни циљ фестивала је да се подржи драмско стваралаштво Словака са тзв. Доње земље, односно Словака из Мађарске, Румуније и Србије. Фестивал је временом прерастао у војвођанску а касније и међународну манифестацију. Сваки фестивал пропраћен је и низом других манифестација, које имају ретроспективни, информативни, пропагациони, образовни и сл. карактер. Термин одржавања је март-април сваке године.